# Leichtathletik-Weltmeisterschaften 2015/Teilnehmer (Dänemark)
| Gelbes Symbol für Goldmedaillen mit stilisierten Olympischen Ringen | Graues Symbol für Silbermedaillen mit stilisierten Olympischen Ringen | Braundes Symbol für Bronzemedaillen mit stilisierten Olympischen Ringen |
| ------------------------------------------------------------------- | --------------------------------------------------------------------- | ----------------------------------------------------------------------- |
| —                                                                   | —                                                                     | —                                                                       |

Der Leichtathletikverband Dänemarks nominierte drei Athleten für die Leichtathletik-Weltmeisterschaften 2015 in der chinesischen Hauptstadt Peking.

## Ergebnisse

### Männer

#### Laufdisziplinen
| Athlet       | Disziplin | Vorlauf     | Vorlauf | Halbfinale         | Halbfinale         | Finale             | Finale             |
| Athlet       | Disziplin | Zeit        | Platz   | Zeit               | Platz              | Zeit               | Platz              |
| ------------ | --------- | ----------- | ------- | ------------------ | ------------------ | ------------------ | ------------------ |
| Andreas Bube | 800 m     | 1:48,94 min | 36      | nicht qualifiziert | nicht qualifiziert | nicht qualifiziert | nicht qualifiziert |

### Frauen

#### Laufdisziplinen
| Athletin            | Disziplin    | Vorlauf | Vorlauf | Halbfinale | Halbfinale | Finale             | Finale             |
| Athletin            | Disziplin    | Zeit    | Platz   | Zeit       | Platz      | Zeit               | Platz              |
| ------------------- | ------------ | ------- | ------- | ---------- | ---------- | ------------------ | ------------------ |
| Sara Slott Petersen | 400 m Hürden | 55,11 s | 8       | 54,34 s    | 3          | 54,20 s            | 4                  |
| Stina Troest        | 400 m Hürden | 55,56 s | 10      | 56,13 s    | 15         | nicht qualifiziert | nicht qualifiziert |